# Bakerella gonoclada
Bakerella gonoclada är en tvåhjärtbladig växtart som först beskrevs av John Gilbert Baker, och fick sitt nu gällande namn av Simone Balle. Bakerella gonoclada ingår i släktet Bakerella och familjen Loranthaceae. Inga underarter finns listade i Catalogue of Life.